# Aura (아시아의 음반)
| 전문가 평가     | 전문가 평가 |
| 평가 점수       | 평가 점수   |
| 출처            | 점수        |
| --------------- | ----------- |
| The Daily Vault | C+          |

《Aura》는 영국의 프로그레시브 록 밴드 아시아의 여덟 번째 스튜디오 음반이다. 다양한 게스트 음악가들의 결과로, 《Aura》는 아시아의 초기 스타일을 모방하려는 일부 곡들과 다양한 사운드의 혼합을 가졌고, 다른 곡들은 《Arena》가 5년 전에 시작한 더 어쿠스틱한 라틴 프로듀싱을 유지했다.

## 제작
《Aura》는 1999년 웨일스 몬머스셔의 근처 마을에 위치한 로코 스튜디오에서 녹음을 시작했다. 이 그룹은 이 시기에 싱어송라이터 존 페인과 음악가 제프 다운스의 듀오로 줄어들었고, 그들은 그들과 협력할 여러 명의 게스트 아티스트를 영입함으로써 《Aura》를 둘러싼 새로운 종류의 슈퍼그룹을 만들기로 결심했다. 예를 들어, 토니 레빈, 엘리엇 랜들, 그리고 크리스 슬레이드가 있다. 원래 멤버인 스티브 하우는 심지어 〈The Last Time〉과 〈Free〉라는 노래에 피처링을 했다. 그것은 이전에 바빌론 A.D., 색슨, 그리고 화이트크로스와 같은 그룹에서 작업을 제작했던 오디오 엔지니어인 사이먼 한하트와 함께 밴드 자체에 의해 제작되었다. 기타리스트 거스리 고반과 드러머 크리스 슬레이드가 2006년까지 메인 스테이가 되면서, 안정적인 라인업이 마침내 설립되었다.
〈Awake〉의 가사는 오마르 하이얌의 《루바이야트》를 각색한 것이다. 〈The Longest Night〉의 가사는 1918년 윌프레드 오언의 시에서 영감을 받았다. 〈Ready to Go Home〉은 10cc의 앤드루 골드와 그레이엄 굴드먼이 작곡했으며 《Mirror Mirror》 (1995년)에 참여했다.

## 곡 목록
| #   | 제목                           | 작사·작곡                                  | 재생 시간 |
| --- | ------------------------------ | ------------------------------------------ | --------- |
| 1.  | 〈Awake〉                      | 제프 다운스, 존 페인                       | 6:01      |
| 2.  | 〈Wherever You Are〉           | 앤드루 골드, 그레이엄 굴드먼, 다운스, 페인 | 4:48      |
| 3.  | 〈Ready to Go Home〉           | 골드, 굴드먼                               | 4:48      |
| 4.  | 〈The Last Time〉              | 다운스, 페인                               | 4:58      |
| 5.  | 〈Forgive Me〉                 | 지미 샌티스, 리처드 탄크레디, 다운스, 페인 | 5:24      |
| 6.  | 〈Kings of the Day〉           | 다운스, 페인                               | 6:42      |
| 7.  | 〈On the Coldest Day in Hell〉 | 다운스, 페인, 벤 울펜덴                    | 6:26      |
| 8.  | 〈Free〉                       | 다운스, 페인                               | 8:13      |
| 9.  | 〈You're the Stranger〉        | 다운스, 페인                               | 5:47      |
| 10. | 〈The Longest Night〉          | 다운스, 페인, 울펜덴                       | 5:21      |
| 11. | 〈Aura〉                       | 다운스, 페인, 엘리엇 랜들                  | 4:45      |